# غادفة حرجية
غادفة حرجية (الاسم العلمي: Diaptomus silvaticus) هي نوع من القشريات تتبع جنس الغادفة من فصيلة الغادفات.